# Ron Hill
Ronald (Ron) J. Hill (25. září 1938 Accrington – 23. května 2021) byl britský atlet, běžec, mistr Evropy v maratonu z roku 1969.

## Sportovní kariéra
Na mistrovství Evropy v Bělehradě v roce 1962 neukončil maratonský závod. Na olympiádě v Tokiu o dva roky později doběhl osmnáctý v běhu na 10 000 metrů a 19. V maratonu. Při dalším startu na evropském šampionátu v roce 1966 doběhl v maratonu dvanáctý. Na mexické olympiádě v roce 1968 skončil v běhu na 10 000 metrů sedmý. Největším úspěchem pro něj byl titul mistra Evropy v maratonu v roce 1969. O dva roky později na evropském šampionátu v Helsinkách vybojoval v maratonském závodě bronzovou medaili. Posledním startem v maratonu na vrcholné soutěži byl pro něj olympijský maraton v Mnichově v roce 1972, kdy doběhl šestý. Jeho osobní rekord 2:09:28 pochází z roku 1970, kdy zvítězil na Hrách Commonwealthu.
Bez jediného vynechaného dne běhal 52 let a 39 dní, každý den vždy alespoň jednu míli. Inspiroval tak běžce po celém světě k obdobnému výkonu, tedy běhání nepřetržitou řadu dnů. Jako držitel doktorského titulu v oblasti textilní chemie byl průkopníkem ve využívání umělých vláken v oblasti sportu (síťované běžecké nátělníky, běžecké šortky, reflexní proužky apod.). 